# Eliasson
Eliasson ist ein ursprünglich patronymisch gebildeter schwedischer Familienname mit der Bedeutung „Sohn des Elias“. Die isländische Form des Namens ist Elíasson; dabei handelt es sich um einen Vatersnamen, siehe dazu Isländischer Personenname.

## Namensträger

### Form Eliasson
- Anders Eliasson (1947–2013), schwedischer Komponist
- Dan Eliasson (* 1961), schwedischer Polizeipräsident
- Emma Eliasson (* 1989), schwedische Eishockeyspielerin
- Håkan Eliasson (* 1952), schwedischer Mathematiker
- Isak Eliasson (* 1996), schwedischer Schwimmer
- Jan Eliasson (* 1940), schwedischer Diplomat
- Lena Eliasson (* 1981), schwedische Orientierungsläuferin
- Magnus Eliasson (* 1968), schwedischer Racketlonspieler
- Marte Eliasson (* 1969), norwegische Handballspielerin
- Niclas Eliasson (* 1995), schwedischer Fußballspieler
- Tommy Eliasson (* 1980), schwedischer Freestyle-Skisportler

### Form Elíasson
- Ingólfur Elíasson (* 1993), isländischer Eishockeyspieler
- Jónas Elíasson, isländischer Handballschiedsrichter
- Ólafur Elíasson (* 1967), dänischer Künstler isländischer Herkunft

### Vatersname
- Ásgeir Elíasson (1949–2007), isländischer Fußballspieler und -manager
- Gyrðir Elíasson (* 1961), isländischer Schriftsteller